# 존 데이비드 워싱턴
존 데이비드 워싱턴(John David Washington, 1984년 7월 28일 ~ )은 미국의 배우, 전직 미식 축구 선수이다. 배우 덴절 워싱턴의 아들이다.

## 출연 작품

### 영화
- 말콤 X (1992)
- 블루 데블 (1995)
- 일라이 (2010)
- 블랙클랜스맨 (2018)
- 미스터 스마일 (2018)
- 테넷 (2020) - 주도자 역
- 맬컴과 마리 (2021) - 맬컴 역
- 베킷 (2021) - 베킷 역
- 암스테르담 (2022)
- 크리에이터 (2023) - 조슈아 역

### 텔레비전
- 볼러스 (2015-19)